# 哥倫布首航艦隊
哥倫布首航艦隊是指哥倫布于1492年－1493年，奉西班牙王室命令，首次航行至美洲的艦隊。艦隊筹建费200万马拉维迪铜币，航程约1.6万公里，历时224天后解散，途中建立了欧洲人在美洲大陆的第一个殖民地。

## 筹备及成立
哥伦布首航舰队的筹备过程并不容易，哥伦布曾先后走访了葡萄牙、英国、法国等等国家，却一直得不到任何一个政府的支持。西班牙王室也因为正在进行收复失地运动，与伊斯兰势力进行战争而无暇分心。在这情况下，哥伦布一度萌生放弃的念头。西班牙王室后来成立了专案委员会研究成立哥伦布首航舰队的可能性，却一度否决了这个计划，直至第二次委员会通过以后，哥伦布有因为跟西班牙王室就发现地利益问题而无法达成共识。最后哥伦布在出走西班牙时，王室才快马追回哥伦布，答应他的全部要求，哥伦布首航舰队才得以成立。

## 艦隊历史

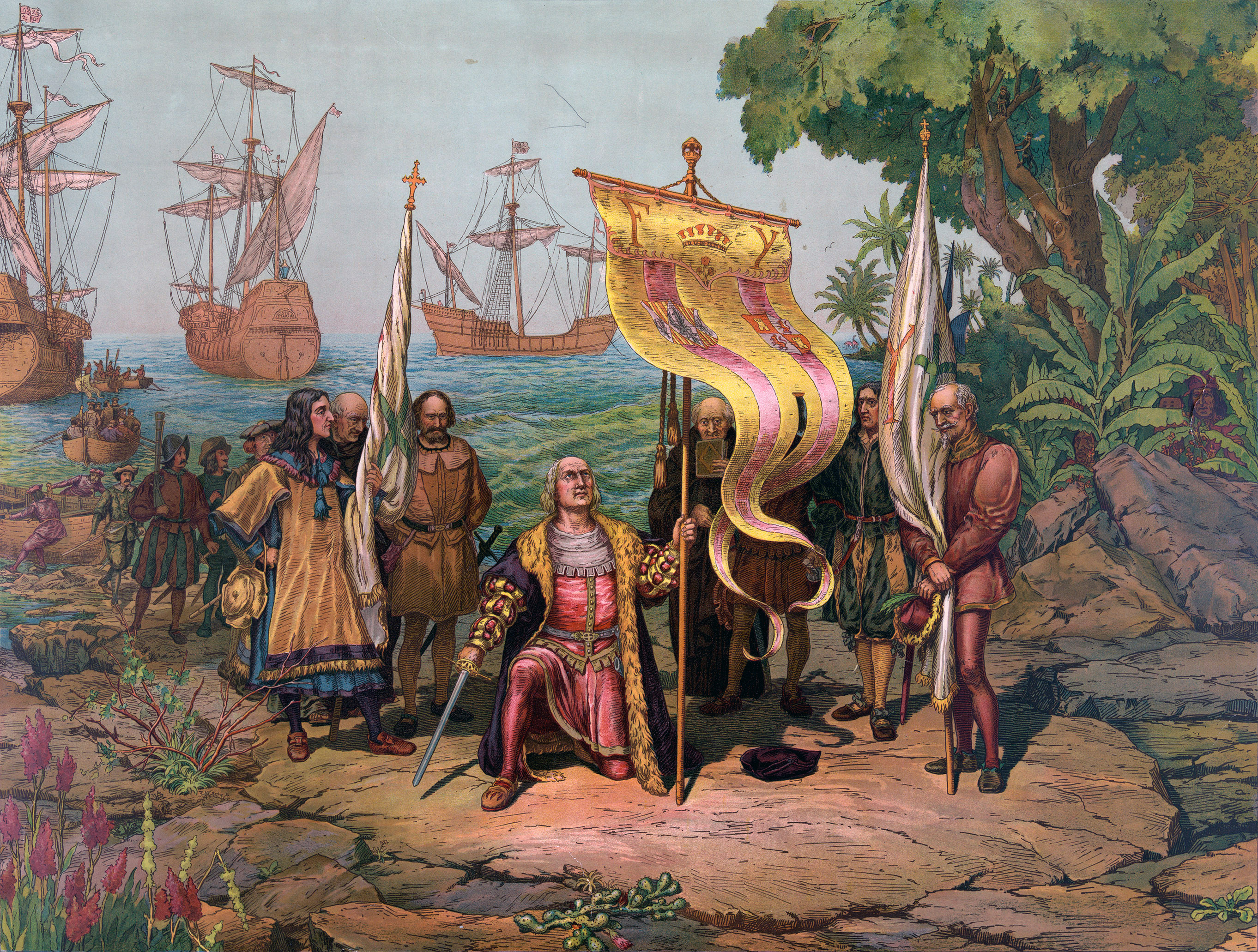
占领仪式

- 1492年4月17日：西班牙王室和哥伦布签订了《聖塔菲協議》，随后又签订了相关文件，批准了哥倫布首航艦隊的组建。
- 1492年5月22日：哥伦布开始筹备哥倫布首航艦隊
- 1492年8月3日：筹备基本完成，自帕洛斯港起航，开始西航至美洲大陆。
- 1492年10月12日：艦隊西航至瓜那哈尼岛，占领该地后改名圣萨尔瓦多，成为了欧洲各国在美洲大陆的第一个占领地。
- 1492年10月28日：抵达古巴。
- 1492年11月21日：平塔號自行离队，寻找金子。
- 1492年12月6日：哥伦布占领海地，改名西班牙岛（伊斯帕尼奥拉岛）。
- 1492年12月24/25日：旗舰聖瑪利亞號在海地搁浅沉没，随后哥伦布建立了圣诞堡，安置39名因聖瑪利亞號沉没而无法载回的船员，海地成为了欧洲各国在美洲大陆的第一个殖民地。
- 1493年1月6日：平塔號归队，哥伦布对平松不信任，认为其私自离队违反了军令。
- 1493年1月16日：艦隊开始回航。
- 1493年3月4日：艦隊在里斯本靠岸，回到了欧亚大陆。
- 1493年3月15日：艦隊回归始发港帕洛斯港。[2]

## 艦隊船只
這支艦隊包括旗艦聖瑪利亞號、卡拉維爾帆船尼尼亞號和卡拉維爾帆船平塔號。

## 装备
据航海日记的记载，哥伦布首航舰队的主要武器是剑和火枪。哥伦布首航舰队使用了意大利地理学家托里堪内里于1470年绘制的海图，此海图上，在大西洋的西方印有通往日本的航线。哥伦布首航舰队配备了指南针，在大多数时候都可以透过指南针和星座定位。另外，哥伦布首航舰队上也装备了大量的食水，酒和食物，以备远航之用。

## 船员

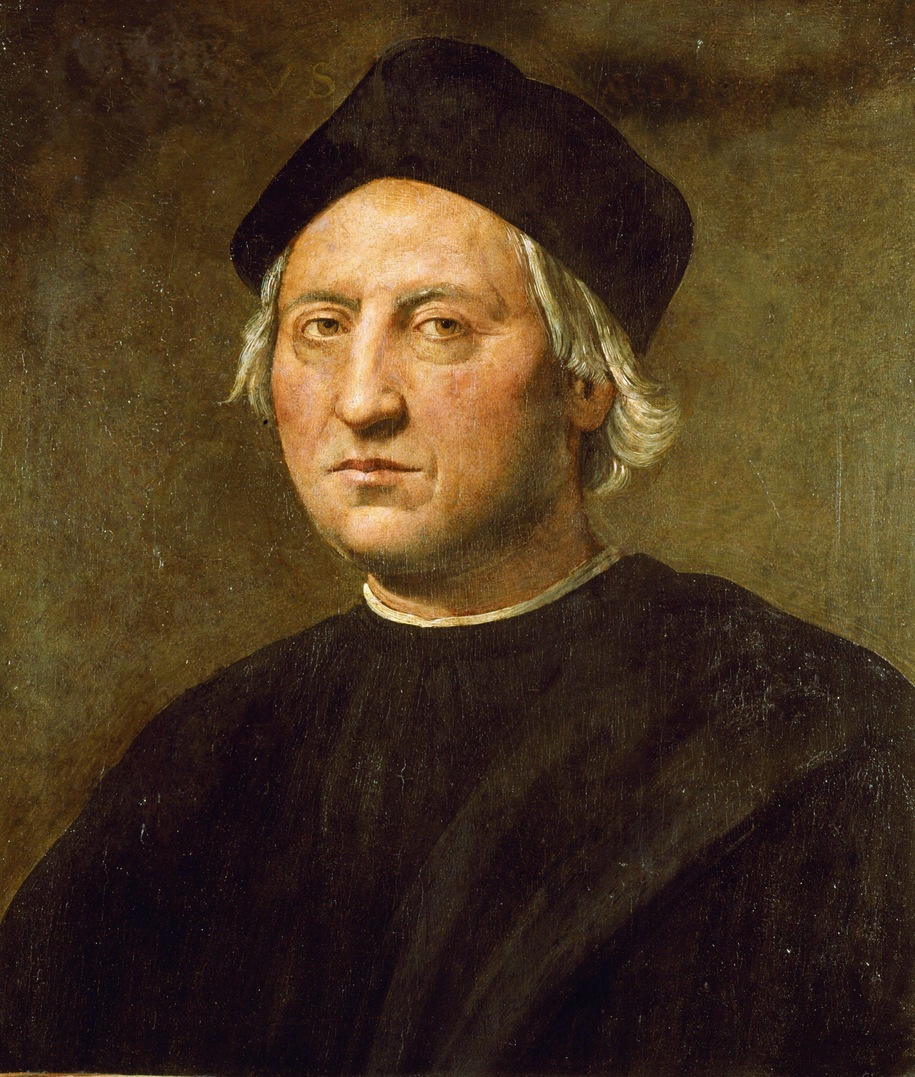
克里斯托弗·哥倫布（後人所繪）

- 哥倫布是這支艦隊的遠征軍司令，哥倫布也是聖瑪利亞號的船长。
- 马丁·亚隆索·平松是平塔号的船长。
- 文森特·亚涅斯·平松是尼尼亚号的船长
- 佩得罗·德·特雷罗斯是其中的著名船员，他跟随了哥伦布参加四次前往美洲的航行。
- 胡安·金突罗是哥伦布妻子的舅表兄，也是旗舰上的治安和消防长官。
- 船队共有90名水手。
- 船队中并没有传教士。
- 船队中并没有士兵。[5]

## 解散及影响

### 解散
舰队旗舰圣玛利亚号于航程中沉没，而其余两条轻快帆船也于1493年3月15日回归西班牙的始发港帕洛斯港后被解散，其中尼尼亚号继续被受哥伦布的重用，在哥伦布往后的航程中一度成为哥伦布的旗舰，而平塔号则从始不再见于史册之中。

### 影响
舰队虽然没有为西班牙王室完成发现至亚洲的新航道的任务，却成功地发现了美洲大陆，并建立了欧洲人于美洲大陆上的第一个殖民地，为后来的地理大发现翻开了新的一页，更是欧洲第一支美洲殖民海军。哥伦布成为风靡一时的人物，欧洲人民也争相抢购舰队的航海日记，其发现立即激发了葡萄牙王对西航的兴趣，并于其后引致了葡、西、荷、法、英等欧洲国家的殖民热。哥伦布的发现促成了世界诸文明的融合，构成了现代文明的基础，推动了全球一体化的步伐。

#### 对美洲的影响
舰队的航程无意中发现了美洲大陆，这為美洲的原住民带来了巨大的改变。舰队回归西班牙以后，引发了更多的欧洲人去美洲，为美洲带来改变。传教士尝试让美洲人归宗天主教，欧洲人又从美洲拿去了大量的金、银等资源，大量的哥伦布交换（Columbus Exchange），为美洲带来了新的物品和物种。另外，哥伦布误认美洲为印度，也令到美洲原住民有了印第安人的称号）。

#### 对欧洲的影响
舰队的航程为欧洲带来了新的物产，包括玉米、馬鈴薯等，为欧洲人带来了更多和不同的食物和营养。另外，金银的流入，造成了一系列的价格革命。舰队作为第一支美洲地区的殖民海军，一时為西班牙带来了一段繁荣的阶段，但其更深远的影响是他的航程也激发了欧洲人对殖民美洲的兴趣，促进了帝国主义在欧洲各国之间的发展。